# Språklagen
Språklagen avser Språklag (2009:600) i Sverige. Lagen är en ramlag innefattande 15 paragrafer, vilka trädde i kraft den 1 juli 2009, för att befästa fyra riksdagsbeslutade språkpolitiska mål från 2005.
| ”                                                               | 1 § I denna lag finns bestämmelser om svenska språket, de nationella minoritetsspråken och det svenska teckenspråket. Lagen innehåller även bestämmelser om det allmännas ansvar för att den enskilde ges tillgång till språk samt om språkanvändning i offentlig verksamhet och i internationella sammanhang. 2 § Syftet med lagen är att ange svenskans och andra språks ställning och användning i det svenska samhället. Lagen syftar också till att värna svenskan och den språkliga mångfalden i Sverige samt den enskildes tillgång till språk. | „ |
| – 1 och 2 §§ språklagen sammanfattar lagens innehåll och syfte. | |   |

## Klarspråksparagrafen
11 § språklagen, ”klarspråksparagrafen”, säger att språket i all offentlig verksamhet ska vara vårdat, enkelt och begripligt.